# Cody, Wyoming
Cody är en stad (city) i Park County i nordvästra Wyoming, USA. Cody har 9 520 invånare (2010). Cody är administrativ huvudort (county seat) i Park County. Den är uppkallad efter William Frederick Cody, mera känd som Buffalo Bill.

## Kultur och sevärdheter
Turism är den viktigaste näringen i Cody, med många besökare till de historiska västernmiljöerna och Yellowstone National Park. Staden har flera konstgallerier och en aktiv konstscen. Västerntemat återkommer i flera lokala evenemang.
Buffalo Bill Center of the West är ett centralt beläget museum i staden som omfattar sammanlagt fem olika museer, Draper Natural History Museum, Plains Indian Museum, Cody Firearms Museum, Whitney Western Art Museum och Buffalo Bill Museum. The historical center maintains large collections. It is a favorite stopping point for tourists passing through the town, on their way to or from Yellowstone.
Old Trail Town in Cody, Wyoming
Roping a calf at the Buffalo Bill Cody Stampede Rodeo
Old Trail Town är en restaurerad 1800-talsmiljö i Cody med över 25 olika historiska byggnader.
Cody gör anspråk på att vara "The Rodeo Capital of the World". Amatörrodeon Cody Nite Rodeo hålls varje kväll från 1 juni till 31 augusti. Cody Stampede Rodeo är en större professionell rodeo som hålls varje år sedan 1919 från 1 till 4 juli.

## Näringsliv
Förutom turism är möbeltillverkning och utvinning av olja samt gips viktiga näringar i området. Den största offentliga arbetsgivaren är det lokala skoldistriktet.

## Kända invånare
- William Frederick "Buffalo Bill" Cody (1846–1917), soldat, buffeljägare och artist.
- Eric Bischoff (född 1955), wrestlingartist, ordförande för World Championship Wrestling.
- Jackson Pollock (1912-1956), konstnär.
- Alan K. Simpson, republikansk politiker, senator för Wyoming 1979–1997.
- Milward L. Simpson, republikansk politiker, Wyomings guvernör 1955–1959 och senator för Wyoming 1962–1967.

## Systerstäder
- Lantjchuti, Gurien, Georgien